# Primi ministri della Groenlandia
Il primo ministro della Groenlandia (in lingua groenlandese: Naalakkersuisut siulittaasuat ed in lingua danese: Landsstyreformand) è il capo del governo ed è di solito il leader del partito di maggioranza del Parlamento della Groenlandia (in lingua groenlandese Inatsisartut ed in lingua danese Landsting). Jonathan Motzfeldt è divenuto primo ministro dopo che nel 1979 è stato concesso l'autogoverno alla Groenlandia.

## Elenco dei primi ministri della Groenlandia
| Nº  | Inizio mandato    | Fine mandato      | Portrait | Nome (nascita-morte)           | Partito politico  | Elezione            |
| --- | ----------------- | ----------------- | -------- | ------------------------------ | ----------------- | ------------------- |
| 1   | 1º maggio 1979    | 18 marzo 1991     |          | Jonathan Motzfeldt (1938-2010) | Siumut            | 1979 1983 1984 1987 |
| 2   | 18 marzo 1991     | 19 settembre 1997 |          | Lars Emil Johansen (1946- )    | Siumut            | 1991 1995           |
| (1) | 19 settembre 1997 | 14 dicembre 2002  |          | Jonathan Motzfeldt (1938-2010) | Siumut            | 1999                |
| 3   | 14 dicembre 2002  | 12 giugno 2009    |          | Hans Enoksen (1956- )          | Siumut            | 2002 2005           |
| 4   | 12 giugno 2009    | 5 aprile 2013     |          | Kuupik Kleist (1958- )         | Inuit Ataqatigiit | 2009                |
| 5   | 5 aprile 2013     | 30 settembre 2014 |          | Aleqa Hammond (1965- )         | Siumut            | 2013                |
| 6   | 30 settembre 2014 | 23 aprile 2021    |          | Kim Kielsen (1966- )           | Siumut            | 2014 2018           |
| 7   | 23 aprile 2021    | 28 marzo 2025     |          | Múte Bourup Egede (1987- )     | Inuit Ataqatigiit | 2021                |
| 8   | 28 marzo 2025     | in carica         |          | Jens Frederik Nielsen (1991- ) | Democratici       | 2025                |